# Рашфорд (переписна місцевість, Нью-Йорк)
Рашфорд (англ. Rushford) — переписна місцевість (CDP) в США, в окрузі Аллегені штату Нью-Йорк. Населення — 351 особа (2020).

## Географія
Рашфорд розташований за координатами 42°23′20″ пн. ш. 78°15′8″ зх. д. / 42.38889° пн. ш. 78.25222° зх. д. (42.389023, -78.252304).  За даними Бюро перепису населення США в 2010 році переписна місцевість мала площу 1,45 км², уся площа — суходіл.

## Демографія
Згідно з переписом 2010 року, у переписній місцевості мешкали 363 особи в 145 домогосподарствах у складі 98 родин. Густота населення становила 251 особа/км².  Було 161 помешкання (111/км²).
Расовий склад населення:
| - 98,9 % — білих - 0,6 % — чорних або афроамериканців - 0,3 % — корінних американців - 0,3 % — азіатів |

До двох чи більше рас належало 0,0 %. Частка іспаномовних становила 1,4 % від усіх жителів.
За віковим діапазоном населення розподілялося таким чином: 26,2 % — особи молодші 18 років, 53,1 % — особи у віці 18—64 років, 20,7 % — особи у віці 65 років та старші. Медіана віку мешканця становила 43,2 року. На 100 осіб жіночої статі у переписній місцевості припадало 81,5 чоловіків;  на 100 жінок у віці від 18 років та старших — 78,7 чоловіків також старших 18 років.
Середній дохід на одне домашнє господарство  становив 42 958 доларів США (медіана — 38 563), а середній дохід на одну сім'ю — 40 304 долари (медіана — 37 778). Медіана доходів становила 26 125 доларів для чоловіків та 15 139 доларів для жінок. За межею бідності перебувало 15,3 % осіб, у тому числі 36,7 % дітей у віці до 18 років та 8,6 % осіб у віці 65 років та старших.
Цивільне працевлаштоване населення становило 149 осіб. Основні галузі зайнятості: освіта, охорона здоров'я та соціальна допомога — 24,2 %, виробництво — 17,4 %, мистецтво, розваги та відпочинок — 17,4 %.